# Diplomatie secrète
Pour un article plus général, voir Diplomatie.
En diplomatie et relations internationales, la diplomatie secrète consiste en des missions diplomatiques en dehors d'un cadre officiel, des échanges diplomatiques traditionnels.

## Définition
Jacques de Launay définit la diplomatie secrète comme suit : « Cette formule s'applique à toute mission officieuse, à toute négociation entre États hors des cadres diplomatiques normaux. Elle définit également la partie non révélée des tractations qui ont lieu en marge des entretiens officiels. Le pacte germano-soviétique de 1939 et la Conférence de Yalta sont de récents modèles du genre, au même titre que les négociations d'initiative privée, menées par des diplomates amateurs, non mandatés par un gouvernement. »

## Exemples

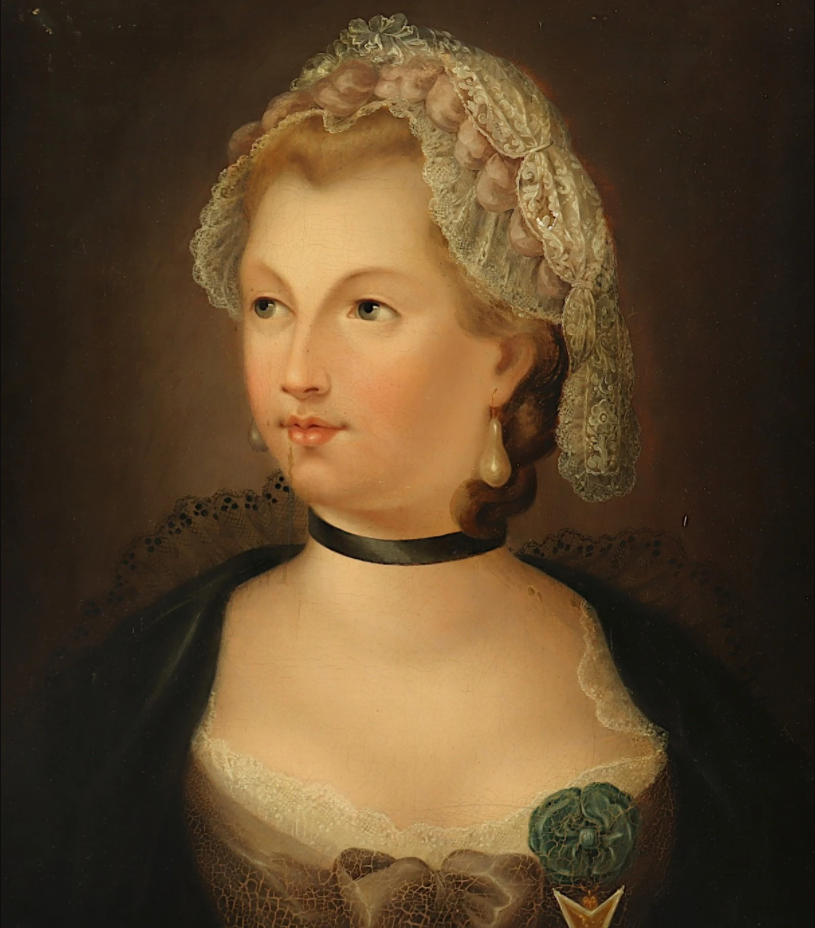
Le chevalier d'Éon, célèbre espion du Secret du Roi.

Au XVIIIe siècle, le Secret du Roi est un service secret chargé d'établir des canaux de diplomatie parallèles sous le règne du roi Louis XV.
En 1916, les accords Sykes-Picot sont signés en secret entre la France et le Royaume-Uni, et prévoient le découpage du Proche-Orient à la fin de la Première Guerre mondiale. Ils sont divulgués au grand public en 1917.
En 1939, le Pacte germano-soviétique comporte des protocoles secrets. Ces protocoles délimitent les sphères d'influence de l'Allemagne nazie et de l'URSS dans les pays situés entre eux (Scandinavie, Finlande, pays baltes, Pologne, Roumanie, Grèce, Turquie). Ils entérinent le partage de la Pologne, l’annexion par l’URSS des Pays baltes et de la Carélie.

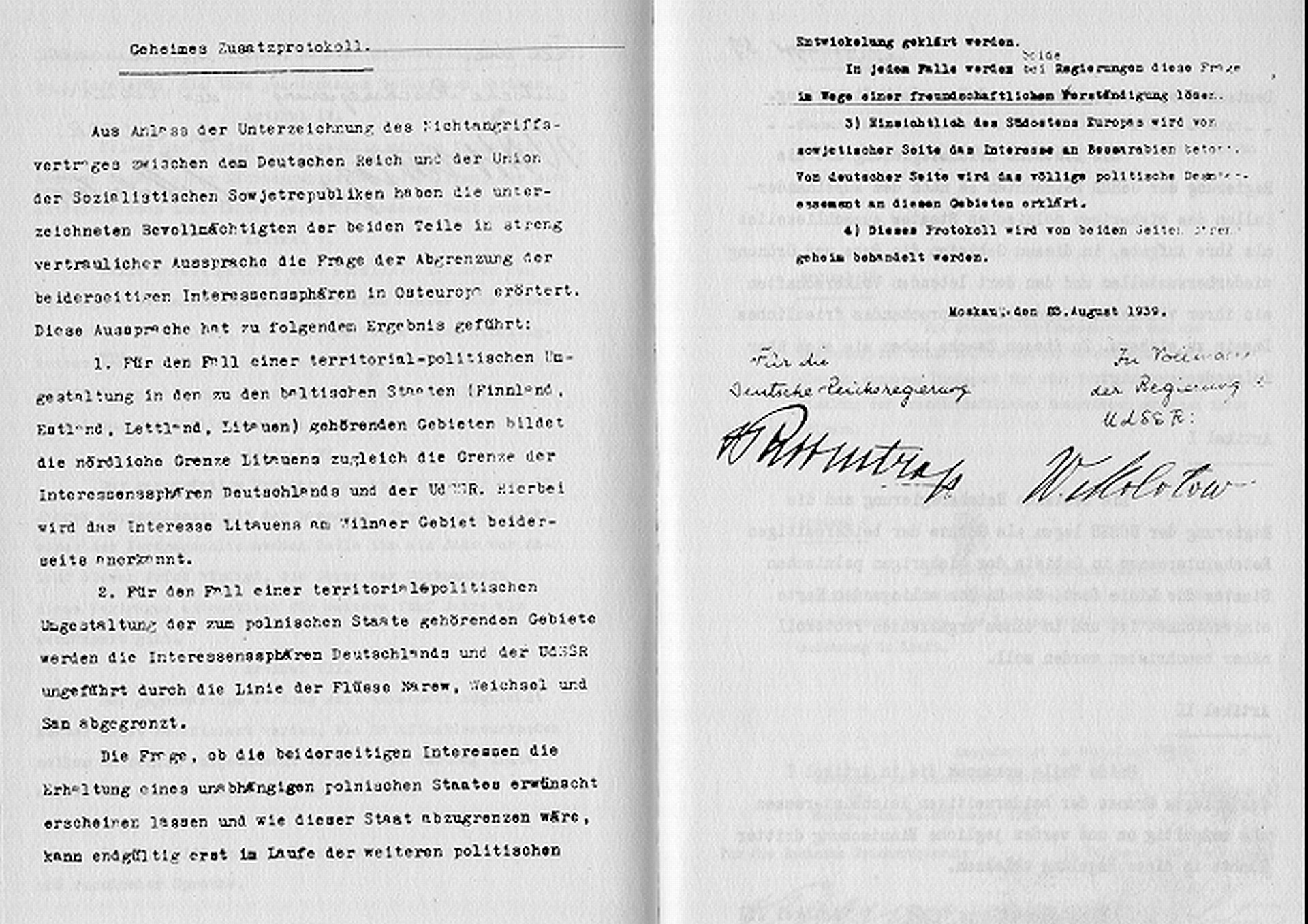
Pacte germano-soviétique : texte allemand du protocole secret.

En 2022, Isaac Herzog s'investit sur la scène diplomatique en visitant des pays stratégiques.

## Divers
Le jeu vidéo Anno 1701 utilise la diplomatie secrète.